# ジョージ・ジョーンズ (画家)

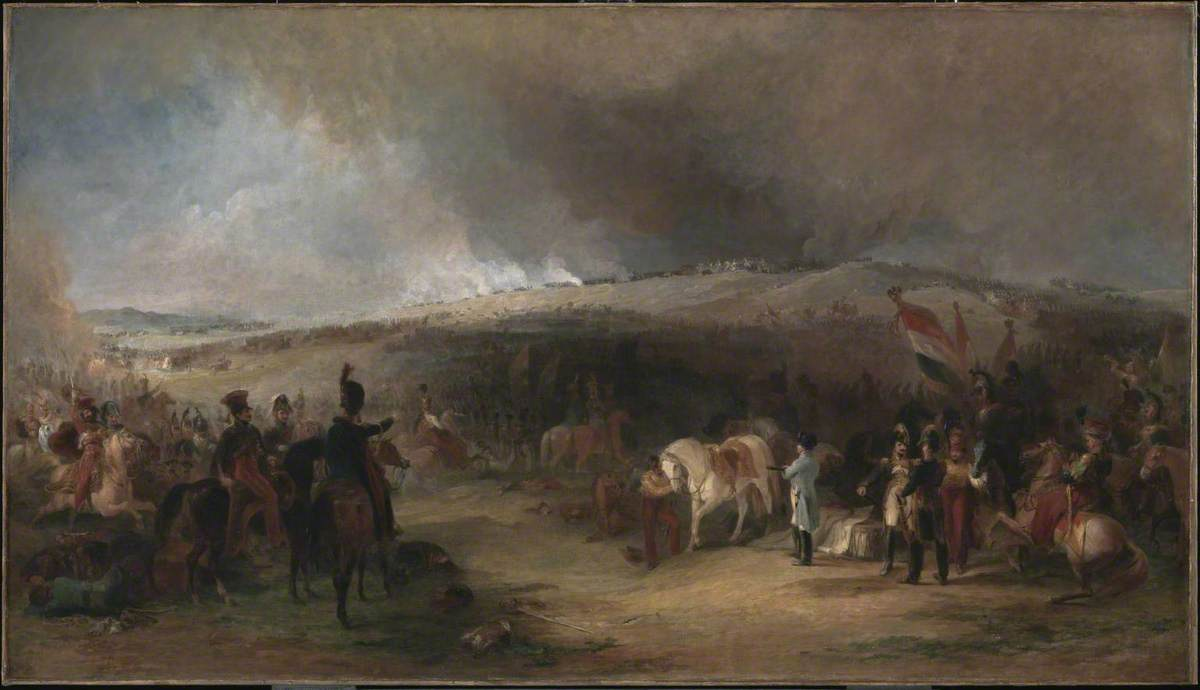
ジョージ・ジョーンズ作「ボロジノの戦い

ジョージ・ジョーンズ（英語: George Jones, 1786年1月6日 - 1869年9月19日）はイギリスの画家である。ロイヤル・アカデミー・オブ・アーツの学芸員を務めた。軍事に関する絵画を描いたことで知られる。

## 略歴
ロンドンの木版画家、ジョン・ジョーンズの息子に生まれた。15歳になった1801年にアカデミーの美術学校で学び始め、1803年にアカデミーの展覧会に始めて出展した。その後8年間、出展する常連となった。ナポレオン戦争に士官として参加した。軍歴には諸説あるが、後にジョーンズがその戦闘場面を描くことになる1815年のワーテルローの戦いの後、パリを占領した陸軍の部隊に参加していたと考えられている 。
戦争が終わった後、画家の仕事に戻り、軍事に関する絵画で賞を得た。1822年にアカデミーの準会員に選ばれ、1824年に正会員に選ばれた。アカデミーの司書を務め、1840年から1850年の間、学芸員(キーパー)を務めた。有名な画家、ジョゼフ・マロード・ウィリアム・ターナーやその友人の版画家、チャールズ・ターナーの友人であり、J.W.M.ターナーの回顧録やギャラリーのターナーの作品リストを作った。2人のターナーに比べれば無名な画家で、ロンドンの元住居に業績を顕彰するブルー・プラークは飾られていない。
ワーテルローの戦いを描くのを好み、アカデミーには5点以上の作品を展示し、イギリス美術振興協会(British Institution for Promoting the Fine Arts in the United Kingdom)の展覧会には6点を展示し、「ワーテルロー・ジョーンズ」の仇名で呼ばれた。そのほかには半島戦争や1853年からのクリミア戦争の場面も描いた。

## 作品

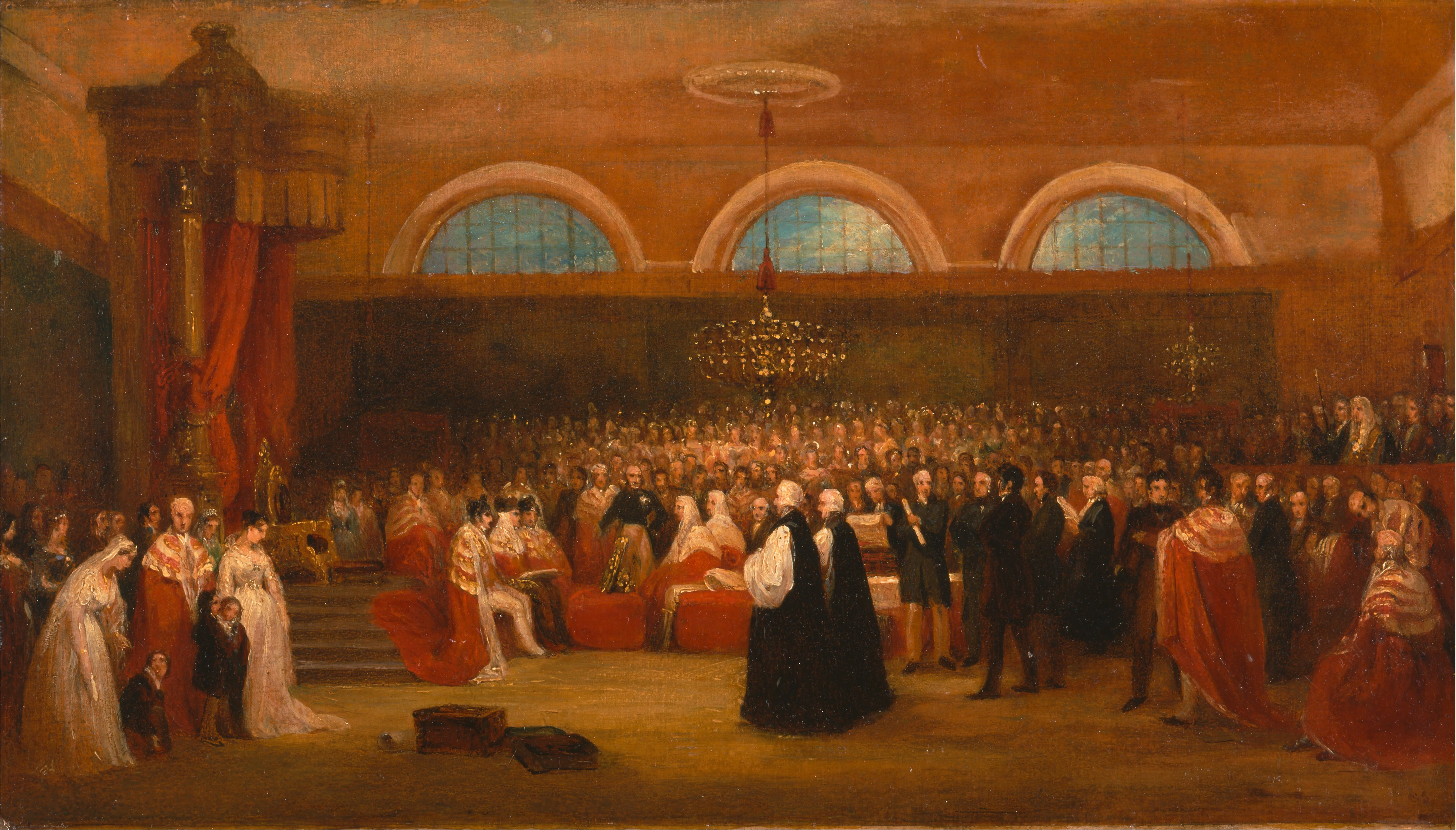
「 カトリック解放法令の通」 (1829)
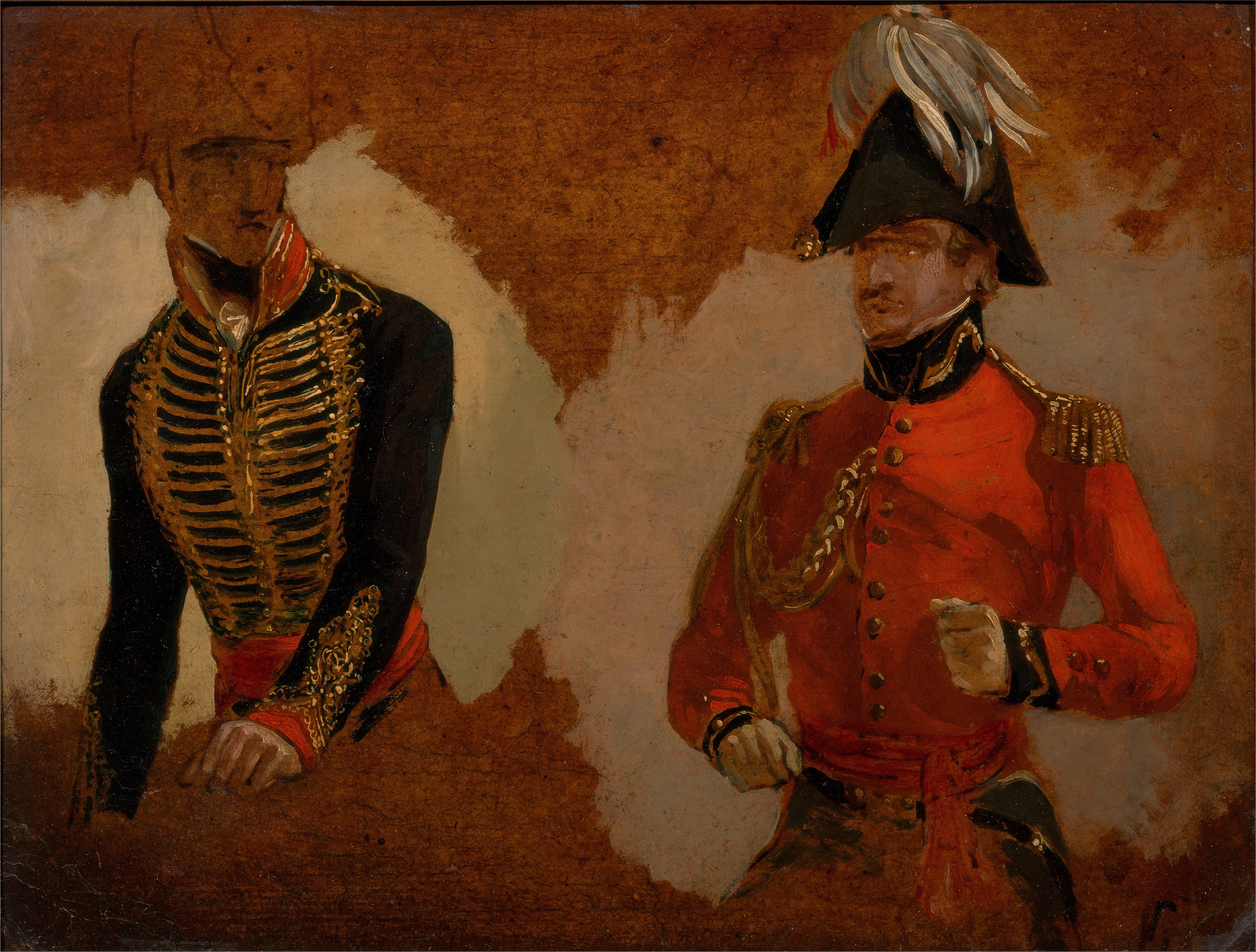
「イギリス騎兵の軍服の習作」
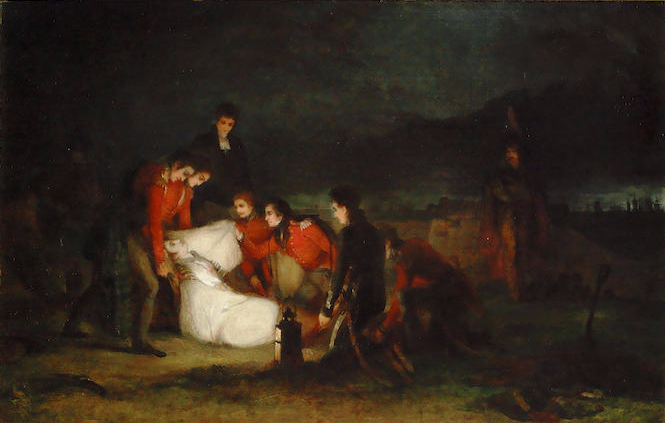
「ジョン・ムーア卿の埋葬」

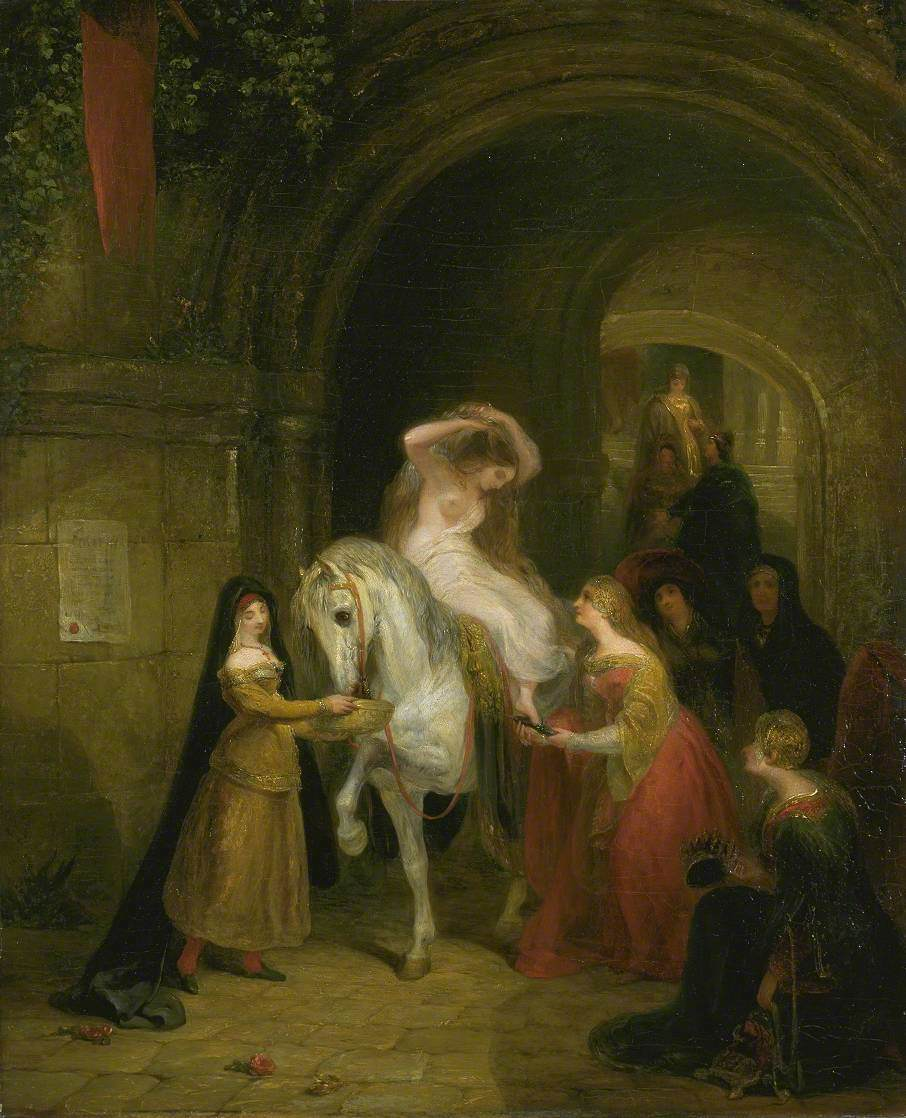
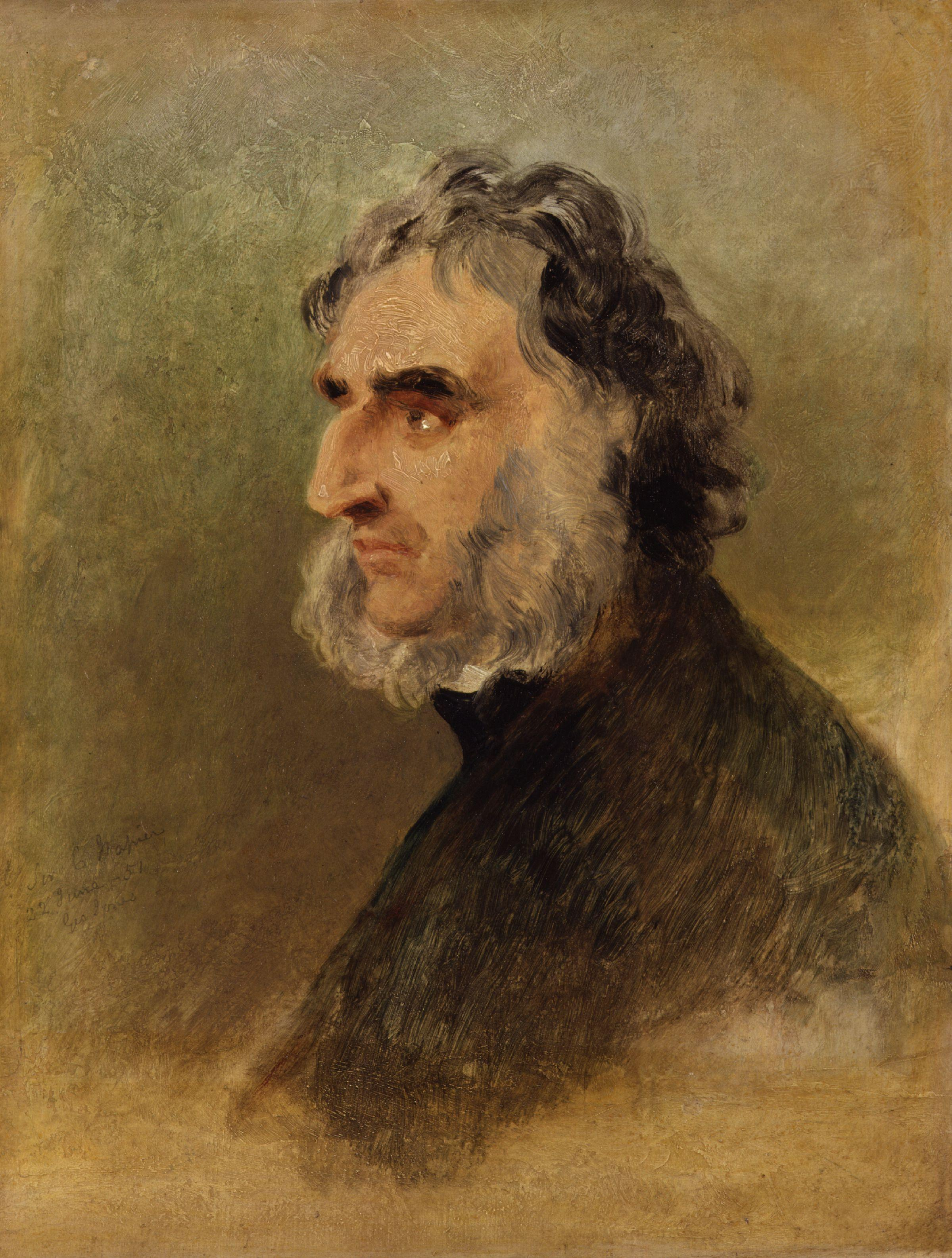
Charles James Napier（軍人）
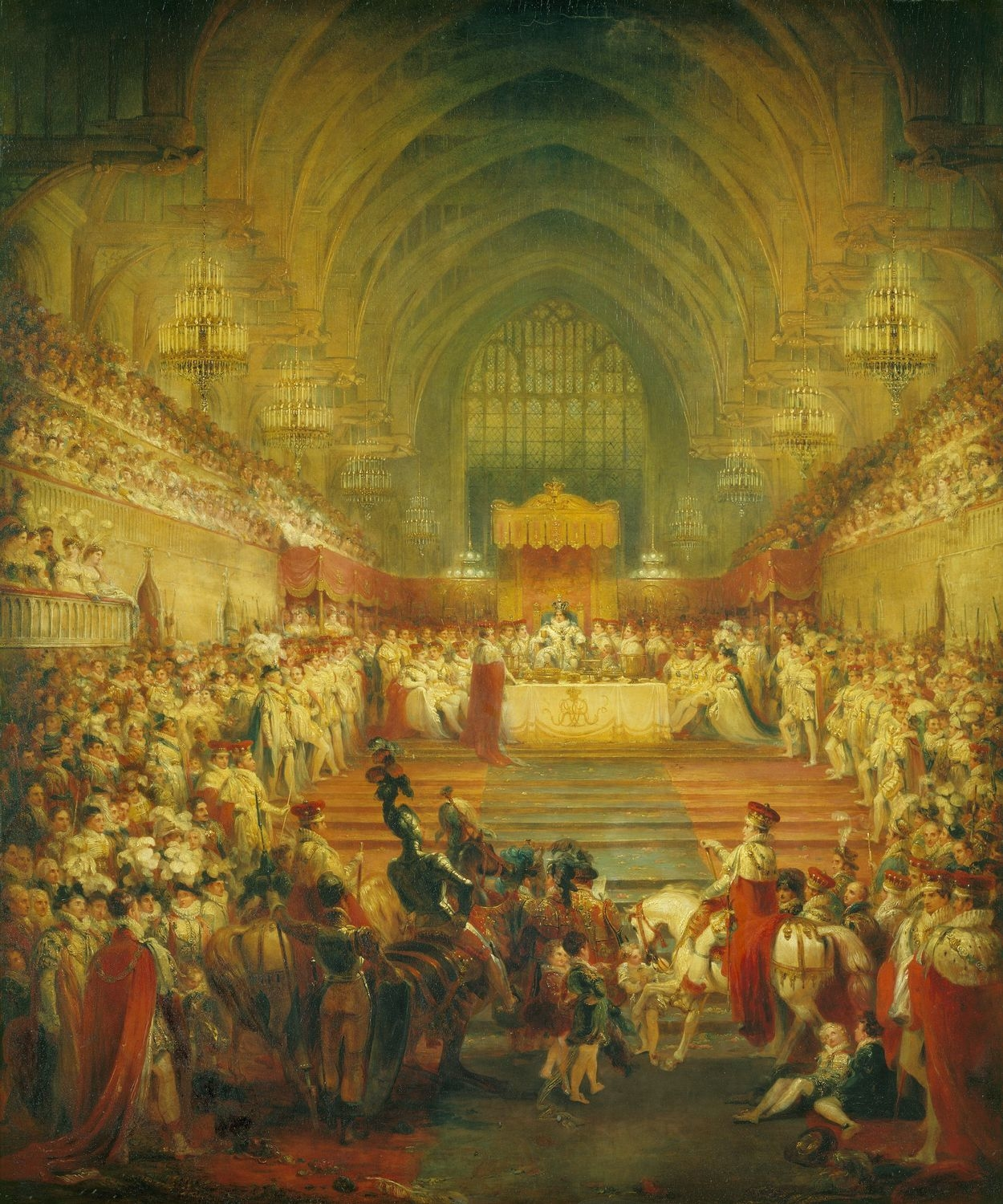
ジョージIVの戴冠式の宴会
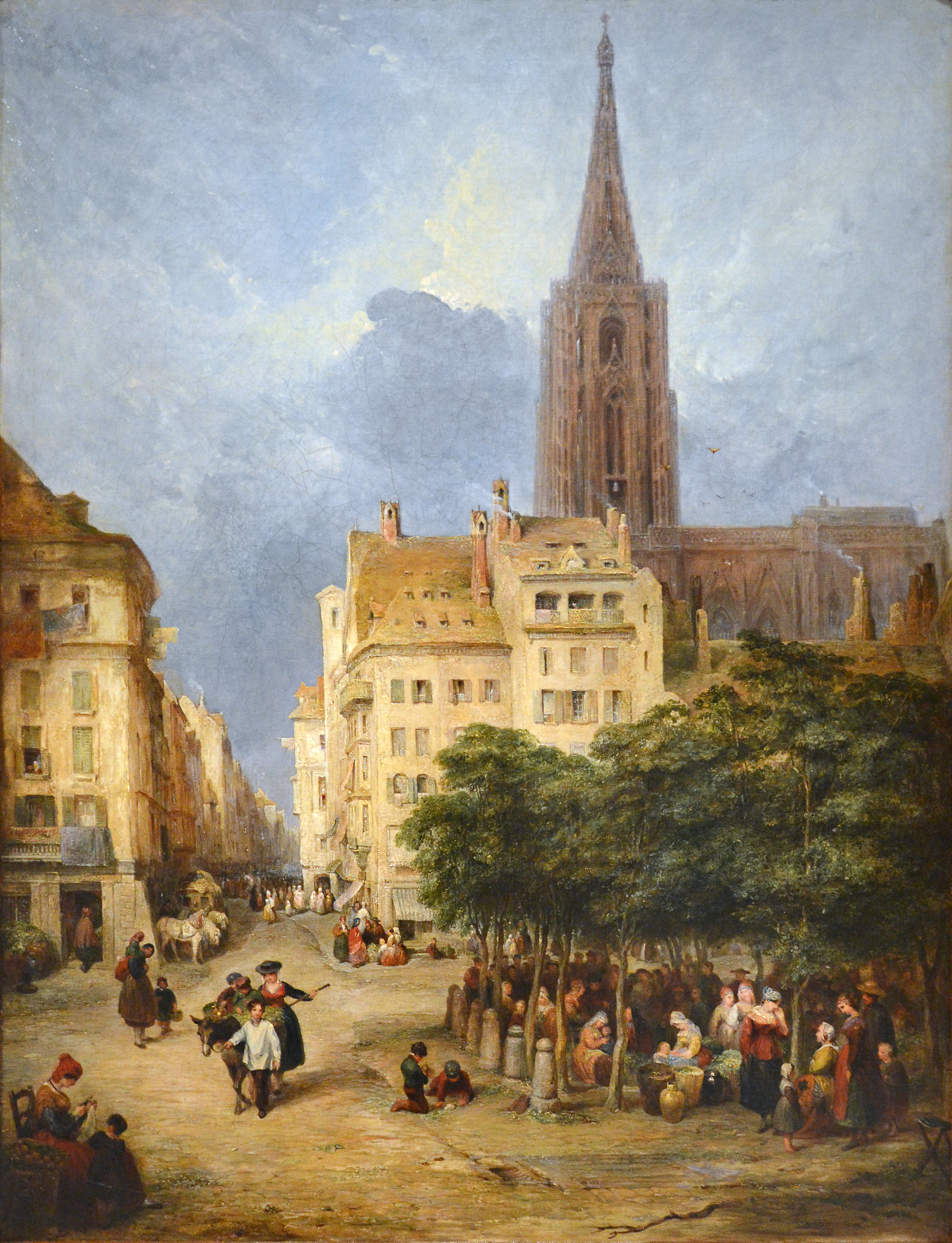
風景画